# Картика
Ка́ртика (санскр. कार्तिक, IAST: kārtika, там. கார்த்திகை, бенг. কার্ত্তিক) или карттика — месяц индуистского календаря. В едином национальном календаре Индии картика является восьмым месяцем года, начинающимся 23 октября и оканчивающимся 21 ноября. В нём 30 дней. В Гуджарате картика является первым месяцем в году.
Он так назван потому, что в это время Луна находится вблизи созвездия Криттика (Плеяды), каждая из шести звёзд которого считается матерью бога войны Карттикеи.
В солнечных религиозных календарях, таких как бенгальский календарь, он идет как седьмой месяц года и начинается со вхождения Солнца в созвездие Весов.
День полнолуния месяца картика — Картика-пурнима — считается священным праздником для индусов. В этом месяце сикхи празднуют Гуру Нанак Джаянти — день рождения гуру Нанака, сикхского гуру.